# ABC-Dienst

Taktisches Zeichen für den ABC-Schutz

Der ABC-Dienst ist im Allgemeinen eine Aufgabe der Behörden und Organisationen mit Sicherheitsaufgaben im Rahmen des ABC-Schutzes. Das militärische Pendant zum zivilen ABC-Dienst ist die ABC-Abwehr.

## ABC-Dienst nach Maßgabe des Bundes
Früher handelte es sich beim ABC-Dienst (ABCDi) um einen bundesweit definierten Katastrophenschutzfachdienst in Deutschland. Er diente der Feststellung von Gefahren atomarer, biologischer oder chemischer Art sowie der Dekontamination. Rückgrat dieses Fachdienstes waren entsprechende Züge. Jeder ABC-Zug (ABCZ) bestand aus einem Zugtrupp, einer Erkundungsgruppe, einer Dekontaminationsgruppe P (für Personen) und einer Dekontaminationsgruppe G (für Geräte). Die Gesamtstärke betrug 42 Einsatzkräfte, darunter ein Zugführer, ein Zugtruppführer, drei Gruppenführer (je einer pro obiger Gruppe), sechs Truppführer und 31 Helfer (darunter 16 explizite ABC-Helfer).
In der Regel gehörten speziell vom Bund beschaffte Fahrzeuge, die den Kommunen zur Verfügung gestellt worden waren, diesem Fachdienst an: Der acht Personen starke Zugtrupp umfasste einen Zugtruppkraftwagen, einen Kombi sowie ein Krad. Die Erkundungsgruppe besetzte zwei AC-Erkundungskraftwagen (AC-ErkKW, mit je vier Sitzplätzen). Die Dekontaminationsgruppe P besaß einen Kombi, ein Dekontaminationsmehrzweckfahrzeug (DMF) mit Entgiftungsanhänger (EA) sowie einen Tankwagen (TW 30) mit 3000 Liter Trinkwasser. Der genannte Kombi war unter anderem mit einer Meldetasche, etwas Sanitätsmaterial, einem Dosisleistungsmessgerät sowie einer Spürausstattung für chemische Agenzien ausgerüstet. Er war achtsitzig, wobei laut STAN nur sieben Plätze zu besetzen waren. Die Dekontaminationsgruppe G bestand aus 12 Einsatzkräften. Auch diese Teileinheit besaß einen Kombi, der allerdings eine etwas umfangreichere Beladung hatte (eine ABC-Markierausstattung und eine explosionssichere Leuchte). Des Weiteren hatte diese Gruppe einen Lkw mit ABC-Spür- und Dekontaminationsausstattung sowie einen weiteren TW 30.
Das in der Regel ehrenamtliche Personal wurde dezentral rekrutiert. Hervorgegangen ist dieser Fachdienst aus dem früheren ABC-Fachdienst des Luftschutzhilfsdienstes. Teilweise waren diese Einheiten als Regieeinheiten aufgestellt. Es gab allerdings auch außerhalb des ABC-Fachdienstes ABC-Helfer.

## Aktuelle Situation
Die STAN-Maßgaben des Bundes sind mittlerweile außer Kraft getreten. Der ABC-Dienst wird daher jetzt im Wesentlichen durch Landesrecht bestimmt. Das Land Hessen spricht von GABC-Einheiten bzw. GABC-Zügen.
Mittlerweile sind die Einheiten des ABC-Dienstes fast flächendeckend in andere Hilfsorganisationen eingegliedert: ABC-Einsätze werden regelmäßig von Spezialeinheiten wie z. B. den ABC-Zügen bzw. Gefahrstoffzügen (meist bei Feuerwehren angesiedelt) sowie den Schnelleinsatzgruppen Gefährliche Stoffe und Güter abgearbeitet. Früher gab es vom THW auch sogenannte Spezialeinheiten Bergung ABC. Als Fahrzeuge werden heute beispielsweise Gerätewagen Dekontamination Personal (GW Dekon P), CBRN-Erkundungswagen (CBRN ErkW), Messleitwagen (MLW), andere Messfahrzeuge, Gerätewagen Atemschutz/Strahlenschutz (GW-A/S) sowie Gerätewagen Gefahrgut (GW-G) eingesetzt.
Für die aktuellen sowie ehemaligen Dienstvorschriften der Feuerwehren im Bereich des ABC-Dienstes, siehe Feuerwehr-Dienstvorschrift. Für größte Schadenslagen gibt es inzwischen bundesweit an sieben Standorten eine Analytische Task Force zur Unterstützung der regulären Einheiten.